# Knife Party
Knife Party es un dúo australiano de dubstep/brostep constituido por miembros de la banda de drum & bass Pendulum: Rob Swire y Gareth McGrillen. Este gran dúo fue llamado como "los padres del Brostep", un subgénero proveniente del Dubstep pero mucho más potente y creado por este dúo australiano, que se llevó a cabo en el año 2012 con el EP Rage Valley, especialmente en la canción Centipede, una de sus más famosas. Actualmente están radicados en Londres. Bajando drásticamente 47 puestos, ocupaban el puesto #100 en la encuesta realizada en 2015 por la revista DJmag, actualmente se encuentran fuera de los 100 mejores según la ya mencionada DJ Magazine. En 2013 llegaron a posicionarse en el número 25, siendo su mejor ubicación en la lista.

## Historia
Previamente fue anunciado por Rob Swire como un proyecto paralelo, y hace hincapié en que este proyecto no está relacionado musicalmente con Pendulum. Su primera incursión musical como Knife Party, fue remezclar "Save the World" para la agrupación sueca Swedish House Mafia, con quien también colaboraron en el track "Antidote", lanzado en diciembre de 2011. El 12 de agosto de 2011, se emitió un pequeño set en el programa radial de Annie Mac en la BBC Radio 1, con una gran cantidad de producciones que formarían en un futuro parte de sus EP. El nombre de la banda deriva del nombre de una canción de la banda Deftones llamada del mismo nombre
Su primer lanzamiento fue el EP titulado «100% No Modern Talking» y fue lanzado digitalmente a través de su sello discográfico, EarStorm, el 12 de diciembre de 2011 como descarga gratuita desde su página oficial y por su Facebook. También fue distribuido en sitios de compra digital como iTunes y Beatport. Contiene cuatro pistas llamadas: «Internet Friends», «Destroy Them With Lazers», «Tourniquet» y «Fire Hive». Originalmente, en el EP tenían planeado incluir una pista llamada "Back to the Z-List", pero fue reemplazado por "Destroy Them With Lazers".
También remezclaron "Unison" de Porter Robinson, publicado el 19 de octubre de 2011, incluido en su EP debut, “Spitfire”, y el sencillo "Crush on You" del dúo dubstep Nero, que se publicó el 13 de octubre de 2011. Su segundo EP, titulado Rage Valley, fue lanzado en mayo de 2012, y está compuesto por cuatro tracks: "Rage Valley", "Centipede", "Sleaze", y "Bonfire". Este último llegó a ubicarse en el número 45 de la lista de sencillos del Reino Unido.
Su tercer EP, que fue nombrado Haunted House fue lanzado el día el 6 de mayo de 2013, el EP contiene cuatro canciones, «LRAD», «Internet Friends (VIP Mix)», «EDM Death Machine» y «Power Glove» (#43 en el Reino Unido). Originalmente tenían planeado incluir la pista Baghdad (con Hardwell), pero fue reemplazada con Internet Friends (VIP Mix) Un fan le preguntó a Rob vía Twitter, el porqué de cancelar la canción -al igual que Piledriver (con Steve Aoki)-, a lo que el le respondió, "que simplemente no le gustaba." . Han realizado varias giras en 2013, además estando presentes en dos de los festivales de música más grandes de electrónica Ultra Music Festival y Tomorrowland.
En verano de 2014, Knife Party anunció el lanzamiento de álbum debut que llevará por nombre Abandon Ship, a lo largo del verano el dúo australiano ofreció varios adelantos como "Resistance", "Boss Mode" y "Begin Again". Abandon Ship, su primer álbum de estudio se lanzó el 10 de noviembre de 2014.
El 20 de noviembre de 2015, anuncian su más reciente EP llamado "Trigger Warning" en los cuales estaba la colaboración con Tom Staar y un remix de Jauz. cuentan con 4 canciones las cuales son: "Kraken", "PLUR Police", "Parliament Funk" y "PLUR Police (Jauz Remix)"
El 5 de septiembre de 2016 Knife Party publicó un GIF con las palabras "Coming Soon" sobre un fondo estático. Esto fue seguido el 7 de septiembre con otro GIF de un Tom Morello dibujado en la sombra con las palabras "9 de septiembre". Su colaboración, Batlle Sirens, fue lanzada mundialmente el 9 de septiembre de 2016.
El 19 de julio de 2019, Knife Party lanzó su EP "Lost Souls," donde contiene los tracks: "No Saint", "Ghost Train", "Lost Souls" y "Death & Desire", esta última con las vocales de Harrison. Un dato curioso es, que estos tracks ya habían sido mostradas anteriormente en su fase beta por el programa de podcast "Knifecast", la cual lo conduce el mismo dúo, transmitido mensual en su canal de YouTube. Ellos mostraban parte de la pista, el progreso y las modificaciones de las mismas. Cabe destacar que "Death & Desire" originalmente se llamaría "Ghost Town", y contaría con las vocales de Rob Swire. Pero, por gustos del mismo, decidió optar por el cantante Harrison y renombrar la canción. La temática del artcover, fue inspirado en el videojuego Cuphead y en las caricaturas de terror del siglo pasado.

## Discografía

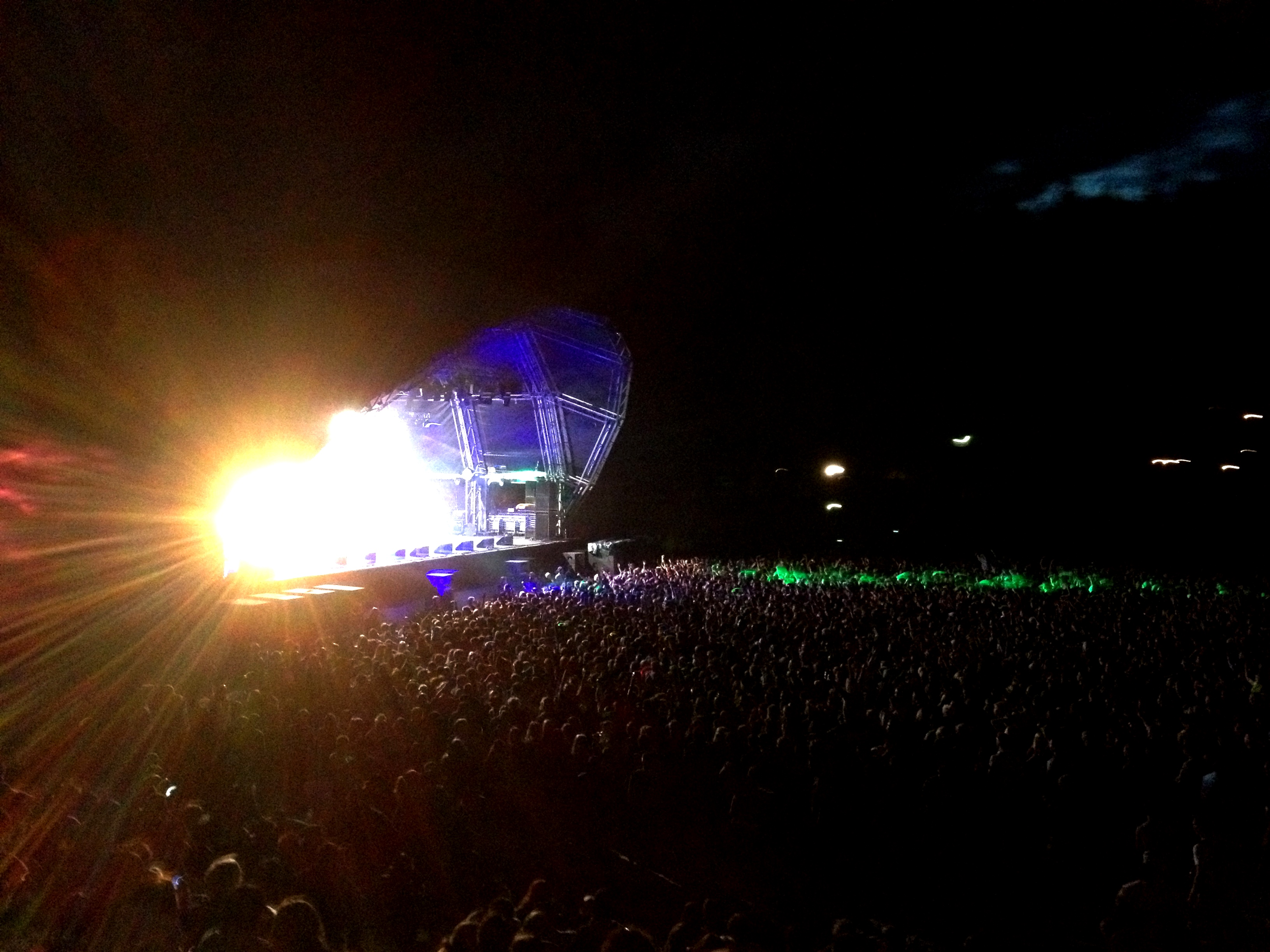
Live, Hove Festival 2012

### Álbumes y EP
| Título                          | Datos |
| ------------------------------- | --- |
| 100% No Modern Talking [EP]     | - Lanzamiento: 12 de diciembre de 2011 - Discográfica: EarStorm, Warner Bros. Records - Formatos: Descarga digital     |
| Rage Valley [EP]                | - Lanzamiento: 28 de mayo de 2012 - Discográfica: EarStorm, Warner Bros. Records - Formatos: Descarga digital          |
| Haunted House [EP]              | - Lanzamiento: 6 de mayo de 2013 - Discográfica: EarStorm, Warner Bros. Records - Formatos: Descarga digital           |
| Abandon Ship [Álbum de Estudio] | - Lanzamiento: 10 de noviembre de 2014 - Discográfica: EarStorm, Warner Bros. Records - Formatos: Descarga digital, CD |
| Trigger Warning [EP]            | - Lanzamiento: 20 de noviembre de 2015 - Discográfica: EarStorm, Warner Bros. Records - Formatos: Descarga digital, CD |
| Lost Souls [EP]                 | - Lanzamiento: 19 de julio de 2019 - Discográfica: EarStorm - Formatos: Descarga digital, CD                           |

### Sencillos y EP
- 2011: “Antidote” (Swedish House Mafia vs. Knife Party)
  - Antidote (Original Mix)
  - Antidote (Radio Edit)
  - Antidote (Knife Party Dub)
  - Antidote (Swedish House Mafia Dub)
  - Antidote (Tommy Trash Remix)

- 2011: “100% No Modern Talking”
  - "Internet Friends"
  - "Destroy Them With Lazers"
  - "Tourniquet"
  - "Fire Hive"

- 2012: “Rage Valley”
  - "Rage Valley"
  - "Centipede"
  - "Bonfire"
  - "Sleaze" (con MistaJam)

- 2013: “Haunted House”
  - "Power Glove"
  - "LRAD"
  - "EDM Death Machine"
  - "Internet Friends (VIP Mix)"

- 2014: “Abandon Ship”
  - "Reconnect"
  - "Resistance"
  - "Boss Mode"
  - "EDM Trend Machine"
  - "404"
  - "Begin Again"
  - "Give It Up"
  - "D.I.M.H"
  - "Micropenis"
  - "Superstar"
  - "Red Dawn"
  - "Kaleidoscope"
- 2015: “Trigger Warning”
  - "PLUR Police"
  - "Parliament Funk"
  - "Kraken (con Tom Staar)"
  - "PLUR Police (Jauz Remix)"
- 2016:
  - "Battle Sirens (con Tom Morello)"
- 2018:
  - "Harpoon (con Pegboard Nerds)"
- 2019: “Lost Souls”
  - "No Saint"
  - "Lost Souls"
  - "Death & Desire (feat. Harrison)"
  - "Ghost Train"

### Remixes
- 2011: Swedish House Mafia – "Save the World" (Knife Party Remix)
- 2011: Nero – "Crush on You" (Knife Party Remix)
- 2011: Porter Robinson – "Unison" (Knife Party Remix)
- 2012: Labrinth – "Last Time" (Knife Party Remix)
- 2018: Pendulum – "Blood Sugar" (Knife Party Remix)

### Colaboraciones
- "Apex" (feat. Foreign Beggars)
- "Antidote" (feat. Swedish House Mafia)
- "Kraken" (con Tom Staar)

### Canciones Sin Fecha De Lanzamiento o Descartados
- "Baghdad" (con Hardwell) (canción cancelada)
- "Robot Bass" (Earstorm Records)
- "The Box" (Earstorm Records)
- "Suffer" (Earstorm Records)
- "Power Glove (VIP)" (EarStorm Records)
- "Rage Valley (VIP)" (EarStorm Records)
- "Back To The Z-List" (EarStorm Records) (canción cancelada)
- "Sleaze (VIP)" (EarStorm Records)
- "Bonfire (VIP)" (EarStorm Records)
- "LRAD (VIP)" (EarStorm Records)
- "Parliament Funk (VIP)" (EarStorm Records)
- "Piledriver"(feat. Steve Aoki)
- "Zoology" (con Skrillex)
- "ID" (con Kill the Noise)
- ''Chickenstep''
- "Bangkok [Back from the Dead]"
- "ID" (w/ Madonna - Like a Prayer)
- "ID" (feat. Kayzo)